# Кассель, Фанни
Фанни Кассель (фр. Fanny Kassel, род. 1983) — французский математик, специализируется на теории групп Ли.

## Карьера
Кассель получила докторскую степень под руководством Ива Бенуа в Университете Париж-Юг в 2009 году. Её диссертация была на тему «Компактные факторы вещественных или p-адических однородных пространств». Затем она поступила в CNRS и работала в лаборатории Поля-Пенлеве Университета Лилль I до 2016 года, когда присоединилась к IHÉS в качестве независимого исследователя CNRS.

## Награды и почести
В 2015 году она была награждена бронзовой медалью CNRS, а в следующем году — стартовым грантом Европейского исследовательского совета. В 2018 году она была приглашённым докладчиком на Международном конгрессе математиков в Рио-де-Жанейро; её лекция была на тему «Геометрические структуры и представления дискретных групп». Осенью 2020 года она была назначена профессором Черна Института математических наук Саймонса Лауфера.